# Ariano nel Polesine
Ariano nel Polesine ist eine italienische Gemeinde (comune)  mit 3866 Einwohnern (Stand 31. Dezember 2023) in der Provinz Rovigo, Region Venetien.

## Geographie
Sie bedeckt eine Fläche von 80 km². Die Gemeinde gehört zur Area Geografica: Basso Polesine und zum Parco Regionale Veneto del Delta del Po. Die Ortsteile sind Rivà, Monti, Piano, Grillara, Crociara, Santa Maria in Punta, Gorino Veneto und San Basilio, dazu kommen die Weiler Crociarone, Botteghino, Torre und Bacucco.
Nachbargemeinden sind Riva del Po (FE), Corbola, Goro (FE), Mesola (FE), Papozze, Porto Tolle und Taglio di Po.
Seit 2006 besteht eine Städtepartnerschaft mit der französischen Gemeinde Pont-Sainte-Marie.

## Geschichte
In einem Privileg des Papstes Marinus II. wurde dem Bischof Johannes II. von Adria Besitz übertragen, zu dem eine curtis Hadriana gehörte. 1054 bestätigte Heinrich III. diese Territorien, die vom Bischof 1194 an die Familie Este abgetreten wurden. Durch den Frieden von Bagnolo 1484 kam Ariano an die Republik Venedig. Im Königreich Lombardo-Venetien blieb Ariano zunächst in der Provinz Venedig, 1853 wurde es der Provinz Rovigo zugeteilt. Die Provinzzugehörigkeit blieb im Königreich Italien unverändert, 1867 wurde „Ariano nel Polesine“ zur offiziellen Ortsbezeichnung.
Die älteste Siedlung ist im Ortsteil San Basilio nachgewiesen. Funde aus dem 6. Jahrhundert v. Chr. bestätigen die Anwesenheit von Griechen, Etruskern und Venetern. Für das 2. Jahrhundert n. Chr. ist ein römischer Hafen nachgewiesen worden. Die Via Popilia, die Rimini mit Aquileia verband, führte in der Nähe vorbei. Bis ins 5. Jahrhundert n. Chr. reichen die Zeugnisse für eine christliche Gemeinde zurück, die die erste Kirche errichtete. An deren Stelle errichteten die Benediktiner aus Pomposa im 8./9. Jahrhundert eine neue Kirche, die im 18. Jahrhundert erhebliche Umbauten erlitt. Neben der romanischen Kirche wurde 1995 ein Archäologisches Museum mit Kulturzentrum eröffnet, in dem die Fundstücke aus den Grabungen am Ort gezeigt werden.